# HMCS Smiths Falls (K345)
HMCS Smiths Falls (K345) je bila korveta izboljšanega razreda Flower, ki je med drugo svetovno vojno plula pod zastavo Kraljeve kanadske vojne mornarice.

## Zgodovina
Ladja je bila v lasti Kraljeve kanadske vojne mornarice vse do leta 1950, ko je bila prodana v Honduras, kjer so jo preuredili v trgovsko ladjo Olympic Lightning.